# Гамбург-Нойштадт
Нойштадт (нім. Neustadt) — частина району Гамбург-Центр вільного та ганзейського міста Гамбург. Сьогоднішня місцевість Гамбург-Нойштадт виникла після розширення стін Гамбурга в 17 столітті. Її не слід плутати з «Нойштадтом» навколо колишньої церкви Святого Миколая, яка була заснована в середньовіччі і зараз належить до району Гамбург-Альтштадт.